# József Székács

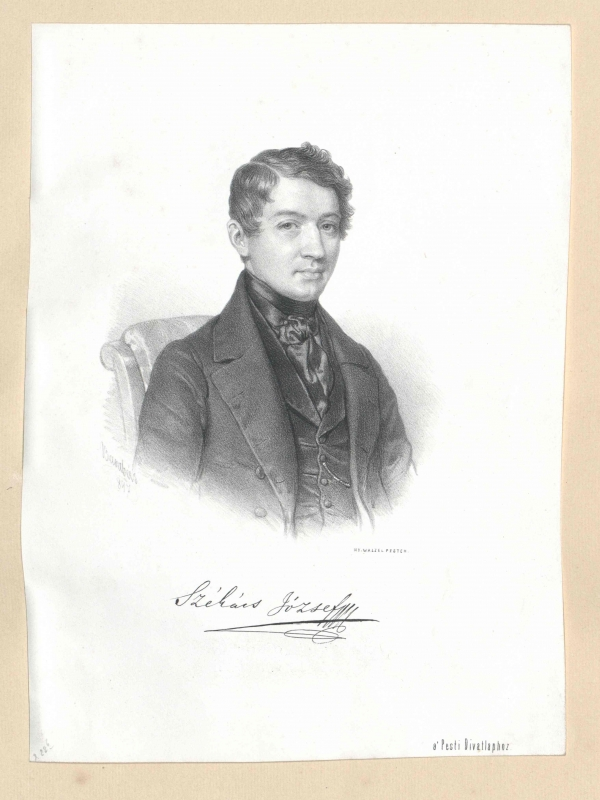
József Székács

József Székács [sprich Sekatsch] (* 2. Februar 1809 in Orosháza, Komitat Békés, Königreich Ungarn; † 29. Juli 1876 in Budapest, ebd.) war ein evangelischer Theologe, Publizist und Bischof der Ungarländischen Evangelischen Kirche A.B.

## Leben

### Kindheit und Jugend
Jozsef Székács wurde als der ältere Sohn von insgesamt 8 Kindern des Gerbers János Székács und dessen Ehefrau Eva geb. Plentner in Orosháza geboren. Der Urgroßvater väterlicherseits stammte aus dem Komitat Liptau, woran auch der slawisch klingende Familienname erinnert. Seine Schulzeit begann er im Jahre 1815 in der Volksschule von Orosháza. Nach Abschluss der Volksschule wollte ihn sein Vater im Oktober 1820 als Gerber-Lehrling nach Gyula bringen, aber nach Einspruch des evangelischen Ortspastors János Szigethy kam er aufgrund seiner guten schulischen Leistungen und durch Protektion auf die Lateinschule in Mezőberény. In dieser Zeit verdiente er sich teilweise seinen Lebensunterhalt durch Nachhilfeunterricht an Mitschülern der Lateinschule. Im Jahre 1826 setzte er seine Studien in Ödenburg fort. Nachdem er am 24. Juni 1829 seine theologischen Studien beendet und sein Kandidatenexamen bestanden hatte, verließ er Ödenburg und wurde zuerst Erzieher. Seine erste Anstellung fand er bei der serbischen Adelsfamilie Nicolić de Rudna. Er unterrichtete die Söhne der Familie Peter Nicolić (* 1817, † 1878) und dessen jüngeren Bruder Alexander Nicolić (* 1825, † 1897). Mit seinen Zöglingen lebte er längere Zeit in Karlowitz, wo er auch die serbische und griechische Sprache erlernte. In dieser Zeit übersetzte er auch die von Vuk Karadžić herausgegebenen serbischen Volkslieder ins Ungarische. In Karlowitz lernte Székács auch den Metropoliten Stefan von Stratimirović kennen, der ihn förderte und zu dem er freundschaftliche Beziehungen unterhielt.
Ab dem Schuljahr 1834/1835 immatrikulierte sich Székács an der Universität Berlin, wo er bei August Twesten Dogmatik, bei August Neander Kirchengeschichte und bei Karl Ludwig Michelet Philosophie hörte. Nachdem er die philosophische Doktorwürde erreicht hatte, kehrte er – nach einigen Aufenthalten im Ausland – am 26. Dezember 1835 nach Ungarn zurück.

### Pfarrer in Pest
In Pest wurde eine Evangelisch-lutherische Kirchengemeinde sehr spät und zwar erst im Jahre 1787 gegründet. Die Majorität der Lutheraner in Pest bildeten die Deutschen, gefolgt von den Slowaken; die ethnischen Ungarn bildeten die kleinste Gruppe; zur Zeit des Amtsantrittes von Székács zählte die ungarische evangelische Gemeinde nur 180 Gemeindemitglieder.
Die bisherige Gottesdienstpraxis sah so aus, dass drei deutsche Gottesdienste im Monat (der deutsche Prediger) Michael Lang hielt, der jedoch kein Ungarisch beherrschte, ein Gottesdienst monatlich wurde in Slowakisch von Jan Kollár gehalten, der ebenfalls die ungarische Sprache nicht beherrschte. In ungarischer Sprache wurden nur drei Gottesdienste jährlich gehalten, so verschwindend klein war die Zahl er ungarischen Lutheraner in jener Zeit. Einen ungarischen Prediger gab es bis zum Jahre 1837 in Pest nicht.
Am 1. Februar 1836 hielten führende ungarische Lutheraner von Pest unter der Leitung von Ludwig von Schedius eine Sitzung ab, in welcher beschlossen wurde, eine eigenständige ungarische evangelische Kirchengemeinde mit einem eigenen Pfarrer in Pest zu gründen. Am 2. Februar 1836 hielt Székács seine Vorstellungspredigt vor der Gemeinde. Am 11. Juni 1837 wurde er mit 74 Stimmen (von insgesamt 78) zum Prediger der neu gegründeten ungarischen Gemeinde von Pest gewählt. Am 11. November 1837 wurde er vom Bischof für den Montanbezirk János Szeberényi ordiniert und feierlich in sein Amt eingeführt. In diesem Jahr feierten die Lutheraner auch das 50-jährige Bestehen der Gemeinde in Pest.
Neben seinen Pflichten als Seelsorger war Székács auch literarisch tätig. 1841 erschien der „Katechismus des christlichen Glaubens“ (ung. Keresztény vallás katechizmusa), eine Überarbeitung einer deutschen Ausgabe. Am 25. November 1838 wurde er Mitglied der Ungarischen Kisfaludy-Gesellschaft. Zur Palatinessa von Ungarn Maria Dorothea von Württemberg unterhielt er gute Beziehungen und wirkte bei der Gründung der ersten evangelischen Kirchengemeinde in Ofen im Jahre 1843 aktiv mit. Erster Prediger dieser Gemeinde wurde auf Wunsch der Palatinessa Georg Bauhofer.

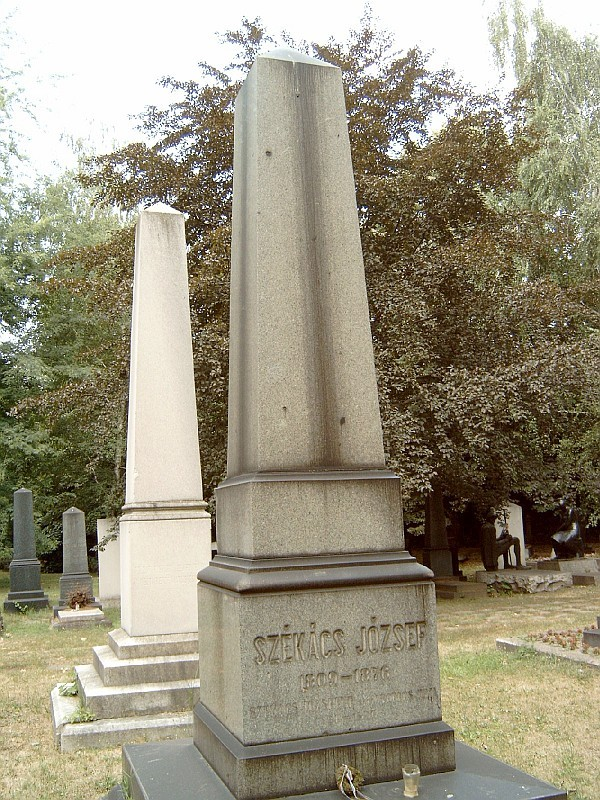
Grab von József Székács auf dem Kerepescher Friedhof zu Budapest

Székács empfand sich als wahrer ungarischer Patriot und war Unterstützer des Ungarischen Unabhängigkeitskrieges von 1847/1848. Dies wäre ihm nach der Niederschlagung des Freiheitskampfes fast zum Verhängnis geworden. Der damalige Senior der evangelisch-deutschen Schwesterngemeinde Michael Lang war es, der quasi als „Hofgeistlicher“ der Erzherzogin Maria Dorothea bei dieser ungarnfreundlichen Fürstin seinen Einfluss geltend gemacht hatte, was zur Abwendung der Bedrohung und Verfolgung für Székács führte.
Am 10. Oktober 1855 wurde auf seine Initiative hin die Evangelisch-theologische Fakultät ins Leben gerufen. Szekács unterrichtete an der Fakultät ehrenamtlich Pädagogik.
Am 17. Juli 1860 wurde Székács zum Bischof für den Montanbezirk der Ungarländischen Evangelischen Kirchengemeinde A. B. gewählt. Diese Funktion übte er bis zum 1. Januar 1872 aus.
Der Wahlbezirk Orosháza wählte Székács am 10. Dezember 1865 als Abgeordneten in den Ungarischen Reichstag (bis 1869).
Székács entwickelte zeitlebens eine rege publizistische Tätigkeit. Zahlreiche Berichte, Sachbücher und Übersetzungen stammten aus seiner Feder.
József Székacs starb am 29. Juli 1876 in Budapest. Seine Beisetzung fand am 2. August 1876 unter großer Anteilnahme der Bevölkerung auf dem Kerepescher Friedhof zu Budapest statt.

## Ehrungen
Bereits zu Lebzeiten wurden Székács zahlreiche Ehrungen zuteil. Bereits 1836 wurde er zum korrespondierenden Mitglied der Ungarischen Akademie der Wissenschaften. Im Jahre 1862 wurde er zum Ehrenmitglied der Ungarischen Akademie der Wissenschaften gewählt. 1863 erhielt er die Ehrendoktorwürde der Universität Jena. Von Kaiser Franz Joseph wurde Székács mit dem Ritterkreuz des Franz-Joseph-Ordens ausgezeichnet.
Székács wurde auch in der Gegenwart in Ungarn nicht vergessen. Zahlreiche Schulen, Kindergärten, Straßen und Plätze tragen auch heute noch seinen Namen.

## Nachfahren
Joseph Székács heiratete am 9. Februar 1840 in Raab Julianna geb. Vörös. Aus der Ehe gingen sechs Kinder hervor:
- Gyula (* 1841, † 1874)
- István (* 1842, † 1917)
- Ferenc (* 1844, † 1901)
- Etelka (* 1846, † 1932)
- Irma (* 1852, † 1852)
- Béla (* 1856, † 1923)